# Демонстрация от 20 юни 1792 г.
Демонстрацията от 20 юни 1792 г. е народна демонстрация, организирана в Париж по инициатива на жирондинците на третата годишнина от полагането на клетвата в залата за игра на топка. По време на тази демонстрация парижани нахлуват насилствено в двореца Тюйлери. Резултатът от демонстрацията е засилване на противоречията между революционери и роялисти, което в крайна сметка довежда до свалянето на краля на 10 август.

## Предистория
След като през април 1792 г. Законодателното събрание обявява война на краля на Бохемия и Унгария, в Париж се установява атмосфера на страх, подхранвана от бездействието на армията и подозрението към благородниците – генерали и офицери. На 23 май Брисо и Вернийо разобличават подкрепата на двореца за враговете и под тяхно влияние събранието приема един след друг няколко декрета: срещу незаклетите свещеници, за разпускане на кралската гвардия, за свикването на национални гвардейци за празника на федерацията на 14 юли, като кралят налага вето върху два от тях. В началото на юни пруската армия започва бойни действия, следвана от емигрантската армия на принц Конде. В тази ситуация освобождаването на жирондистките министри Серван, Ролан и Клавиер на 13 юни от Луи XVI, както и отказът му да одобри декретите на Законодателното събрание относно незаклетите свещеници и свикването на федератите, и накрая, посочването от него на министри – фьойани, предвещава битка между привърженици и противници на революцията.
На 16 юни Лафайет пише писмо до законодателния орган, в което осъжда анархията, която според него се подкрепя от якобинците:

Френската конституция е заплашена от вътрешните разколници толкова, колкото от външните врагове 
В оригинал 
la constitution française menacée par les factieux de l'intérieur autant que par les ennemis du dehors
Пред заплахата от монархически или фьойански преврат жирондистите се обръщат за подкрепа към народното движение, концентрирано в парижките секции, като същевременно имат подкрепата на ръководителя на Парижката комуна Петион и пренебрегват възраженията на Робеспиер и други активни участници в демократичното движение, които смятат това начинание за преждевременно .

## Събитията на 20 юни
За да смутят контрареволюционерите и да принудят краля да отзове своите министри и да премахне ветото си върху декретите, активистите на парижките секции вземат решение по повод на третата годишнина от клетвата в залата за игра на топка да проведат въоръжена демонстрация и да внесат петиции, адресирани до Законодателното събрание и краля. Парижката комуна забранява на демонстрантите да носят оръжие, но не забранява провеждането на самото шествие. На 20 юни 1792 г. между 10 и 20 хиляди души се придвижват от предградията на Сент-Антоан и Сен-Марсо до Манежа, където заседава Законодателното събрание. Организирани са по парижки секции и са предвождани от техните лидери – като Льожандър, Фурние, Сент Юрож, пивоварят Сантер и др. Кметът Жером Петийон нарежда въоръжени части на Националната гвардия да придружават шествието, но охраната се смесва с демонстрантите.
Пристигайки в Манежа, демонстрантите изпълват сградата, а бившият митничар Югенен прочита петиция, в която се критикува бездействието на армията и изпълнителната власт и се изисква кралят да изпълни задълженията си. След това тълпата обгражда Тюйлери. Батальоните на Националната гвардия, охраняващи двореца, я пропускат, а вътрешната охрана се разбягва. Хората нахлуват в двореца и в една от залите се изправят срещу краля, заобиколен от придворните си. Според Мишел Вовел, „с характерното си бездейно мъжество“ кралят в продължение на два часа примирено изтърпява дефилирането на тълпата, съгласява се да си сложи фригийска шапка и вдига наздравица за нацията, за да прекъсне обидите на Льожандър, който обвинява: „Господин предателю, непрекъснато ни мамите, пак ще ни измамите“, но отказва да оттегли ветото си и да възстанови министрите от Жирондата, позовавайки се на закона и конституцията. Около шест часа вечерта Петион и общински служители успяват да накарат тълпата да напусне двореца  .

## Последици
Въпреки че трябва да понесе унижението, Луи XVI не отстъпва пред демонстрантите благодарение на неочакваната си упоритост и спокойна твърдост. След тези събития той става особено предпазлив. Демонстрацията засилва роялистката опозиция, тъй като бунтът на тълпата и смелостта на краля обръщат общественото мнение. В секциите в Париж се получават жалби и петиции, осъждащи демонстрацията. Много клубове също изпращат петиции, враждебни към краля. Петийон е отстранен от поста кмет на Париж.
Лафайет оставя армията и пристига в Законодателното събрание, за да поиска вземането на мерки срещу якобинците. Въпреки че левицата не успява да прокара порицание на Лафайет за неговия акт на недисциплинираност, генералът не успява да получи подкрепа нито от кралския двор, който не му се доверява, нито от националната гвардия от буржоазните квартали. Тогава той предлага на краля да се премести под негова закрила в Компиен, където Лафайет събира войските си, но кралят отказва. Той продължава да се надява на обрат в общественото мнение в своя полза и на пристигането на пруските войски. Вече е ясно, че предстои продължение на демонстрацията от 20 юни. Бийо-Варен в якобинския клуб очертава програмата за следващото въстание: експулсиране на краля, чистка в армията, избор на Национален конвент, прехвърляне на правото на вето към хората, депортиране на всички врагове на народа и освобождаване от данъци на най-бедните. Тази програма е повторена почти непроменена в манифест, изготвен от Робеспиер и обявен в Законодателното събрание. Въпросът е как тази програма ще бъде приложена .
Отговорът идва на 10 август 1792 г. чрез щурмуването на Тюйлери и падането на монархията .